# 北海ソーラン祭り
北海ソーラン祭り（ほっかいソーランまつり）は北海道の余市町で毎年7月に実施される祭り。

## 概要
ソーラン節は本来ニシン漁における作業唄として普及したが、1955年頃よりニシンの不漁に伴い、ソーラン節も廃れ始めた。ソーラン節発祥の地として、その普及継承と街の振興を祈願して正調ソーラン沖揚げ音頭保存会により開催され、2007年度で39回を数える。毎年7月の第一土曜日と日曜日に開催(第40回となる2008年は洞爺湖サミットの交通規制があるため、1ヶ月繰越した8月の第一土曜日と日曜日で開催)。北海ソーラン太鼓の演奏と浴衣姿の地元住民によるソーラン踊りや船山車などのパレードが行われ、町中にソーラン節が響き渡る。翌日にはアサヒグループのニッカウヰスキーの工場が開放され、ニッカフェスティバルと共催で様々な催しや花火大会などが実施される。2020ー22年は中止